# دهه ۱۱۴۰ (پیش از میلاد)
دهه ۱۱۴۰ (پیش از میلاد) صد و چهاردهمین دهه قبل از مبدا شروع تقویم میلادی است.